# پاتریک فردریکسن
پاتریک فردریکسن (انگلیسی: Patrik Fredriksson؛ زاده ۱۶ مهٔ ۱۹۷۳) یک تنیس‌باز اهل سوئد است.